# Жиделі (Шуський район)
Жиделі́ (каз. Жиделі) — село у складі Шуського району Жамбильської області Казахстану. Входить до складу Балуан-Шолацького сільського округу.
До 27 червня 2013 року село мало статус станційного селища. До 2015 року село перебувало у складі Хантауського сільського округу Мойинкумського району.
Населення — 131 особа (2021; 217 у 2009, 236 у 1999, 152 у 1989).